# 陰陽道

陰と陽。太極図。

晴明紋。

陰陽道（おんみょうどう、おんようどう、いんようどう）は、陰陽五行思想を起源として、天文学や暦の知識を駆使し、日時や方角、人事全般の吉凶を占う技術である。
陰陽道は、陰陽寮で教えられていた天文道、暦道といったものの一つであり、これら道の呼称は、当時の国家機関の各部署での技術一般を指す用語であり、思想ないし宗教体系を指す用語では無い。

## 概要
陰陽道は、古代の中国で生まれた自然哲学思想、陰陽五行思想を起源として日本で独自の発展を遂げた呪術や占術の技術体系である。
陰陽道に携わる者を陰陽師と呼んでいたが、後には陰陽寮に属し六壬神課を使って占いをし、除災のために祓（はらえ）をする者全てが陰陽師と呼ばれるようになった。陰陽師集団を陰陽道と呼ぶことがある。
平安時代中期～後期以降に陰陽道宗家となった家系としては、安倍氏とその嫡流の末裔・土御門家および、賀茂氏とその嫡流の末裔・勘解由小路家があった（後述）が、勘解由小路家は戦国時代から江戸時代初期にかけて断絶し、賀茂氏庶流・幸徳井家は明治以降消息不明となった。現代においては、土御門家およびその庶家・倉橋家の子孫が健在するが、明治維新以降は陰陽道との関わりを絶たれ（後述）、現代に至っては全く陰陽道と無縁である。福井県大飯郡おおい町に現存する神道の教派・天社土御門神道は、歴史的に陰陽道および土御門家と関わりのある宗教団体ではあるものの、関係者は土御門家の末裔ではない。

## 歴史

### 前史・中国での基礎思想
かつては専門の研究者によっても、陰陽家の思想が日本に伝わったものが陰陽道である、と説明されてきた。しかし、中国では陰陽の思想は儒教や道教などに吸収されて、日本の「陰陽道」に相当する独自の体系は発達しなかったとされている。そのため近年では、陰陽五行思想が、自然界の万物は陽（よう）と陰（いん）の二気から生ずるとする陰陽と、万物は木・火・土・金・水の五行からなるとする五行思想を組み合わせ、自然界の陰陽と五行の変化を観察して瑞祥・災厄を判断し、人間界の吉凶を占う実用的技術として日本で受容され、中国の占術・天文学の知識を消化しつつ神道、道教、仏教などからも様々な影響を受け取って日本特異の発展を遂げた結果誕生したものと考えられている。
全ての事象が陰陽と木・火・土・金・水の五要素の組み合わせによって成り立っているとする、中国古代の夏、殷(商)王朝時代にはじまり周王朝時代にほぼ完成した陰陽五行思想、ないしこれと密接な関連を持つ天文学、暦学、易学、時計などは、5世紀から6世紀にかけて飛鳥時代、遅くとも百済から五経博士が来日した512年（継体天皇7年）ないし易博士が来日した554年（欽明天皇15年）の時点までに、中国大陸（後漢（東漢）・隋）から直接、ないし朝鮮半島西域（高句麗・百済）経由で伝来した。

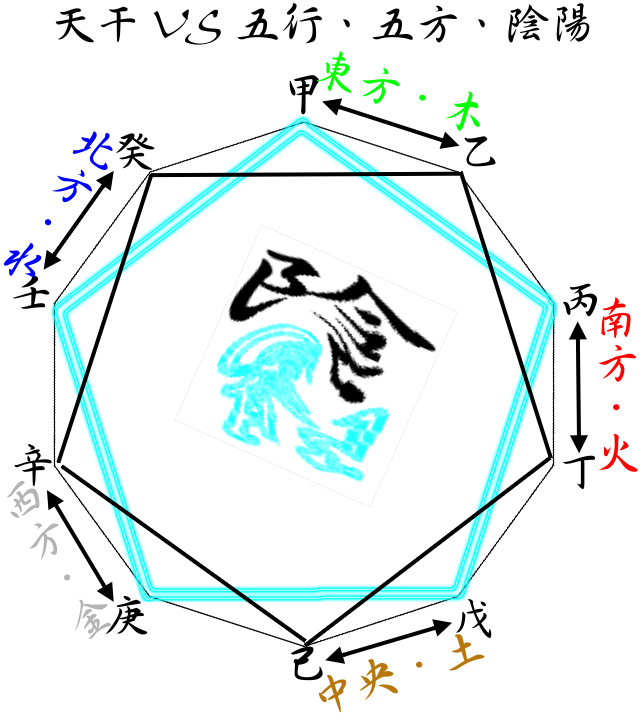
陰陽五行説。

### 陰陽五行説伝来
5世紀から6世紀頃、陰陽五行説が仏教や儒教とともに日本に伝わったとき、陰陽五行説と密接な関係をもつ天文、暦数、時刻、易といった自然の観察に関わる学問、占術とあわさって、自然界の瑞祥・災厄を判断し、人間界の吉凶を占う技術として日本社会に受け入れられた。このような技術は、当初はおもに漢文の読み書きに通じた渡来人の僧侶によって担われていたが、やがて朝廷に奉仕する必要から俗人が行うことが必要となり、7世紀後半頃から陰陽師があらわれ始めた。
7世紀後半から8世紀はじめに律令制がしかれると、陰陽の技術は中務省の下に設置された陰陽寮へと組織化された。陰陽寮は配下に陰陽道、天文道、暦道を置き、それぞれに吉凶の判断、天文の観察、暦の作成の管理を行わせた。また、令では僧侶が天文や災異瑞祥を説くことを禁じ、陰陽師の国家管理への独占がはかられた。

### 平安以降
平安時代以降は、律令制の弛緩と藤原氏の台頭につれて、形式化が進んだ宮廷社会で高まりつつあった怨霊に対する御霊信仰などに対し、陰陽道は占術と呪術をもって災異を回避する方法を示し、天皇や公家の私的生活に影響を与える指針となった。これにともなって陰陽道は宮廷社会から日本社会全体へと広がりつつ一般化し、法師陰陽師などの手を通じて民間へと浸透して、日本独自の展開を強めていった。
日本の陰陽道は、陰陽道と同時に伝わってきた道教の方術に由来する方違、物忌、反閇（呪術的な足づかい、歩き方）などの呪術や、泰山府君祭などの道教的な神に対する祭礼、さらに土地の吉凶に関する風水説や、医術の一種であった呪禁道なども取り入れ、日本の神道と相互に影響を受けあいながら独自の発展を遂げた。8世紀末からは密教の呪法や密教とともに新しく伝わった占星術（宿曜道）や占術の影響を受ける。
また、陰陽道は平安時代前期より国家祭祀への関与を志向して、本来国家祭祀を管轄していた神祇官が行ってきた神道の影響も受け始める。神道は死や穢れを忌むことを重要視したため、中国からの伝来当時には含まれていた死霊祭祀や病気対策を始めとする人の生死に直接関わる案件は陰陽寮からは排除される（例えば死者への招魂祭の否定。あるいは病気の原因を怨霊や物の怪によるものだと占ったとしても、そこから先は僧侶の加持祈祷に任せるなどなど）。もっとも、これは官人の陰陽師の話であって民間での活動を何処まで規制できたのかは別の問題で、11世紀後期以降になると貴族側の要請を受けた陰陽師が病を惹き起こす物の怪を祓う例も見られるようになる。
病気や疫病、地震、火災、天災といった災い事は神の祟りなどが起こすものと考えられ、祟りを起こす神の存在を鬼に例えたり、疫神として恐れていた。
神祇祭祀を司るのは神祇官であって、陰陽寮の管轄下にはなかった。疫神祭、鎮花祭、風神祭、大祓、宮城四隅疫神祭、防解火災祭、螢惑星祭など様々な、祭祀が行われていたとされ、陰陽道が平安貴族社会を基盤にして呪術的に展開されており、律令制の神祇祭祀の中に、陰陽要素を含んでいた。
京内を結界（聖なる領域と俗なる領域）し、京城四隅疫神祭（都）、宮城四隅疫神祭（内裏）など、四角四境の祭祀を行い、世の安泰を願っていた。
9世紀の陰陽師として特筆すべき人物として、滋岳川人がいる。川人は陰陽博士を兼ねたまま、陰陽権允や陰陽権助を兼務して陰陽寮の実務官僚として活躍し、それまで貴族官僚が占める地位であった陰陽頭に就任した。また、『世要動静経』『指掌宿曜経』『滋川新術遁甲書』『金匱新注』などの著作があり、それらの実物は現存しないものの、後代の陰陽師が川人の著作の説を多く引用していることが知られている。川人は今日知られている陰陽道の成立期にその流れを切り拓いたとする評価がある。

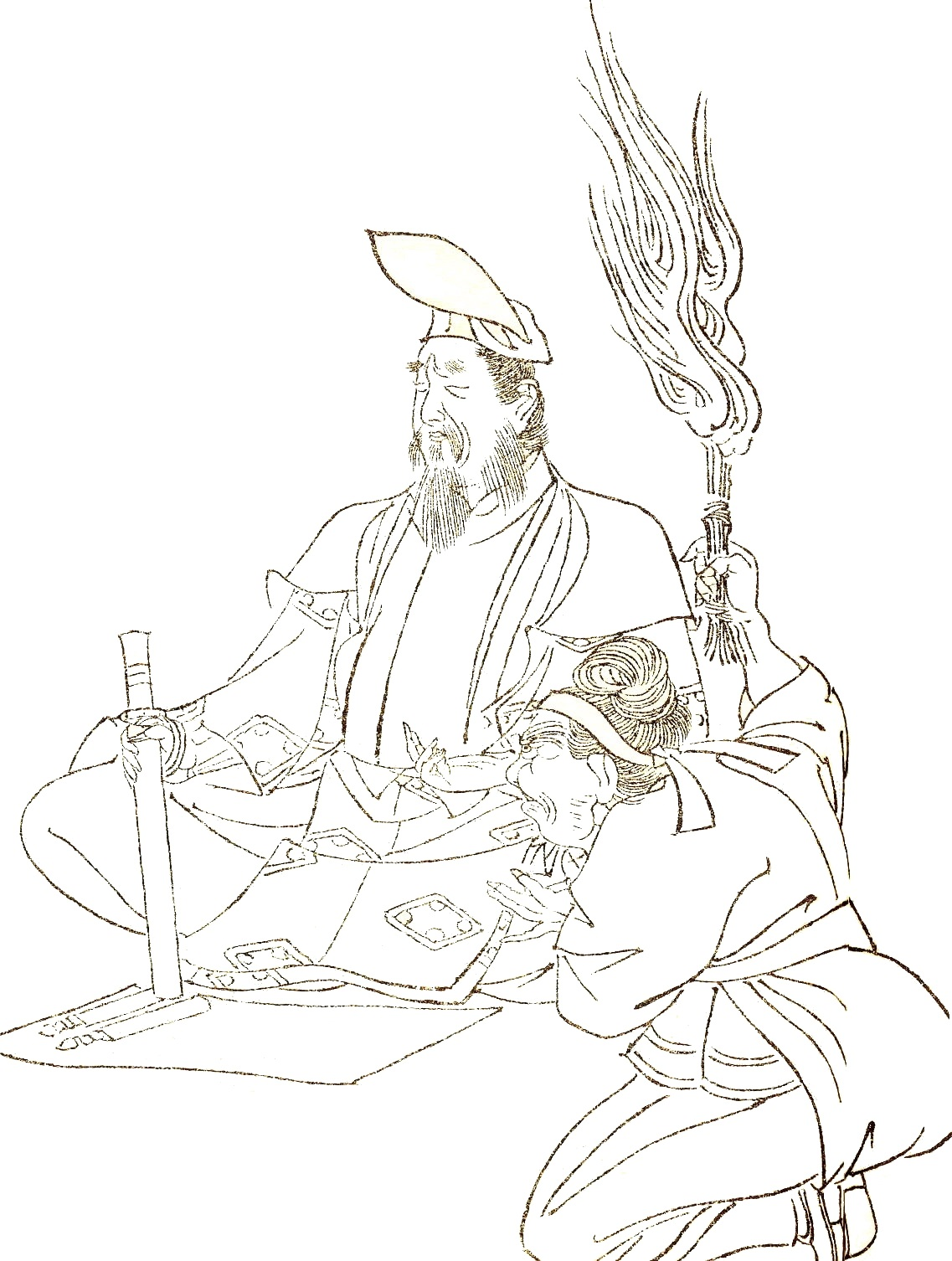
安倍晴明（921年 - 1005年）。

### 安倍晴明の時代
10世紀には陰陽道・天文道・暦道いずれも究めた賀茂忠行・賀茂保憲父子が現れ、その弟子から陰陽道の占術に卓越した才能を示し、宮廷社会から非常に信頼を受けた安倍晴明が出た。忠行・保憲は晴明に天文道、保憲の子賀茂光栄に暦道を伝え、平安末期から中世の陰陽道は天文道・暦道を完全に取り込むとともに、天文道の安倍氏と暦道の賀茂氏が二大宗家として独占的に支配するようになった。

### 安倍氏・賀茂氏の分立
安倍氏・賀茂氏による陰陽道の支配が確立したとはいえ、その内実は複雑であった。朝廷・院の公事のみならず、摂関家から地下官人の私事まで宮廷社会における陰陽道に対する需要は院政期以後も高く、陰陽寮（官人陰陽師）の充実に伴って安倍氏・賀茂氏は複数の流に分立した。彼らは朝廷に対して陰陽道・天文道・暦道に関する業務を一族として請け負っていた（官司請負制）が、一方で安倍氏・賀茂氏の内部においてもそれぞれの嫡流や陰陽寮の地位を巡る争いを激化させる。こうした中で平安時代末期から鎌倉時代初期になると、賀茂在憲・在宣父子や賀茂家栄、安倍泰親・安倍晴道・安倍広基などが活躍した。彼らは摂関家や鎌倉幕府と結びつき、中には安倍国道のように鎌倉に下って幕府に直接奉仕する人々（関東陰陽道/鎌倉陰陽師）もいた。
室町時代に入ると本来下級貴族の家柄であった安倍氏の嫡流は他の一族を圧倒して公卿に列することのできる家柄へと昇格していった。中世には安倍氏が陰陽寮の長官である陰陽頭を世襲し、賀茂氏は次官の陰陽助としてその下風に立った。戦国時代には、賀茂氏の本家であった勘解由小路家が断絶、暦道の支配権も安倍氏に移るが、安倍氏嫡流の土御門家も戦乱の続くなか衰退していった。一方、民間では室町時代頃から陰陽道の浸透がより進展し、占い師、祈祷師として民間陰陽師が活躍した。
安土桃山時代には豊臣秀吉が祈祷や占いを生業とする陰陽師を地方に追いやり、当時陰陽寮にいた正式な陰陽師の数をはるかに超える陰陽師と名乗る人間が全国に流れた。戦国時代の迫害で、筆頭の土御門家であっても陰陽道の相伝や法具などの多くを焼失した。陰陽道の最も重要な「大法」の泰山府君祭（たいざんふくんさい）の祭壇も喪失し、京都吉田神社から法具を借用して御所の地鎮祭を行った。その影響が大きくあり、宮中祭祀は神道色を色濃くしていった。一方陰陽道は、幕府からの認可のもと、土御門泰福が垂加神道の影響を受けて天社神道として神道化させた。

### 近世での統制・近代での廃止
幕藩体制が確立すると、江戸幕府は陰陽師の活動を統制するため、土御門家と賀茂氏の分家幸徳井家を再興させて諸国陰陽師を支配させようとした。やがて土御門家が幸徳井家を圧し、17世紀末に土御門家は民間の陰陽師に免状を与える権利を獲得して全国の陰陽道の支配権を確立した。江戸時代には、陰陽道はもはや政治に影響を及ぼすことはなくなったが、民間で暦や方角の吉凶を占う民間信仰として広く日本社会へと定着したが、その活動は、だましものと扱われた者も非常に多く、後の占い禁止につながるものである。それらを声聞師とよび、士農工商に該当しない、身分の低い賎民として扱われた。
明治維新後の1870年（明治3年）に至り、新政府は「天社禁止令」を発布し、陰陽道を迷信として廃止させた。天社禁止令による弾圧を逃れるために教派神道に所属した例もあった。神道修成派に多くの太夫が加盟したいざなぎ流や天理教の講である「明誠社」（現在は独立し天輪王明誠教団）を立ち上げた奥六兵衛の一派などがそれである。現代には土御門家の開いた天社土御門神道と、高知県香美郡物部村（現在の同県香美市）に伝わるいざなぎ流を除けば、暦などに名残をとどめるのみである。

## 陰陽道の神様
※陰陽道の神々は複数の役割を持つ為に、以下のカテゴリー分類中には同神名が重複して登場する。
- 冥道十二神
  - 泰山府君　陰陽道における最重要神（主宰神とも）
  - 閻羅天子（仏教における閻魔大王）
  - 五道大神
  - 天曹
  - 地府
  - 北帝大王
  - 司命
  - 司禄
  - 南斗
  - 北斗
  - 家親丈人
  - 六曹判官
- 霊符神（霊符を神格化したもの）および星神（星宿神）
  - 鎮宅霊符神（太上鎮宅霊符七十二道神。仏教では妙見菩薩、尊星王と同体とされた）
  - 天刑星（牛頭天王と同化する）
  - 北斗七星
  - 輔星（北斗七星に付帯する小さな星。泰山府君の本体ともいわれる）
  - 二十八宿
  - 南斗六星
  - 南極老人星（いわゆる福禄寿）
  - 螢惑星（火星。この星が見られると螢惑星祭が行われる)
  - 三台（オリオン座の中央にある三つの星。参宿の一部）
  - 三万六千神（天の星座の総称とも）
- 方位神
  - 歳徳神（婆梨才女神）
  - 天道神
  - 天一神
  - 金神（中世には｢蘇民将来｣伝説における悪神・巨旦将来の精とされた）
  - 十二天将
  - 四神（玄武、青龍、朱雀、白虎）
- 方位神（防疫神、暦神も兼ねる)
  - 牛頭天王（祇園牛頭天王）
  - 婆梨才女（歳徳神。字は婆梨采女とも。）
- 八将神（｢八王子（八王子権現）｣、｢八皇子｣とも呼ばれる）
  - 太歳神
  - 大将軍
  - 太陰神
  - 歳刑神
  - 歳殺神
  - 黄幡神
  - 豹尾神
  - 歳破神
- 土地神、自然神
  - 土公神（｢地神｣。仏教では堅牢地神と同体と見なされる)
  - 五龍神（東方青龍神王・南方赤龍神王・中央黄龍神王・西方白龍神王・北方黒龍神王。祈雨の祭｢五龍祭｣で祀られる）
  - 雷公
  - 風伯
  - 朱童・河伯